# Juliette Wytsman

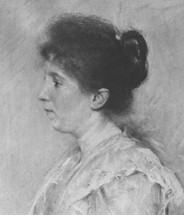
Lucien Wollès: Juliette Wytsman (1897)

Juliette Wytsman, geb. Trullemans (* 14. Juli 1866 in Brüssel; † 8. März 1925 in Ixelles) war eine belgische Landschaftsmalerin. Sie gilt als eine der bedeutendsten Vertreterin des belgischen Impressionismus Ende des 19. bis Anfang des 20. Jahrhunderts.

## Leben
Juliette Trullemans wurde als Tochter von Emmanuel Trullemans und Julie Trullemans in Brüssel geboren. Sie erhielt ihre künstlerische Ausbildung an der privaten École professionelle Bischoffsheim in Brüssel. Da Frauen nicht für ein Studium an der Kunstakademie zugelassen wurden, wurde sie bei Henri Hendrickx in Malerei, Keramik, Batik und Stickerei ausgebildet. Die Motive ihrer ersten Arbeiten zeigten hauptsächlich Blumenstillleben im Stil des Realismus. An der École Bischoffsheim machte sie Bekanntschaft mit Ketty Hoppe, der späteren Ehefrau von Victor Gilsoul.

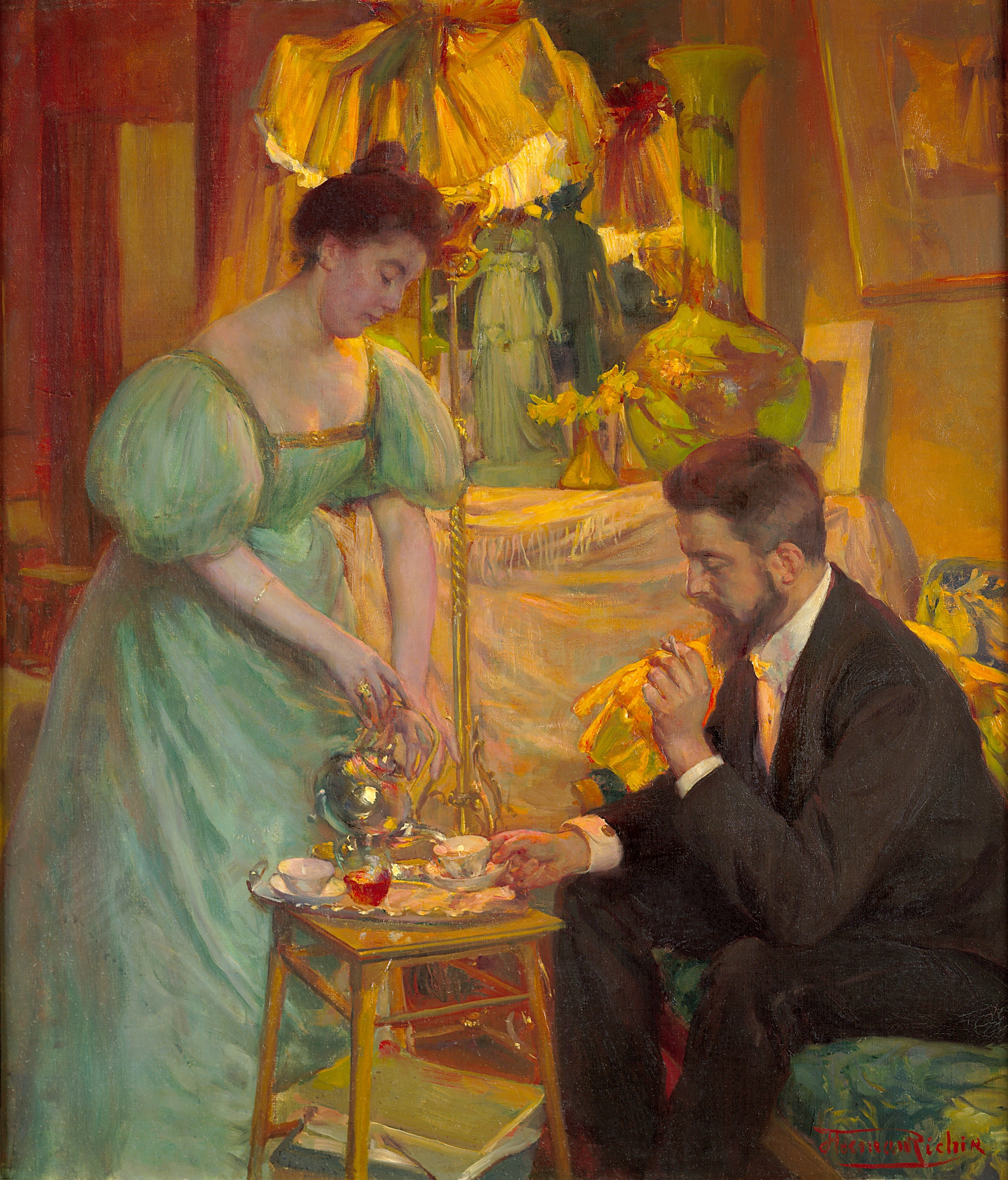
Herman Richir: Juliette und Rodolphe Wytsman

Bei dem aus Gent stammenden Maler Jean Capeinick (1838–1890) vervollkommnete Juliette Trullemans ihre Maltechnik. Ihre Werke dieser Zeit sind stark von Capeinick beeinflusst. Mit einem realistischen Blumenarrangement – einer Geranienpflanze in einem einfachen Tontopf – debütierte sie auf dem Kunstsalon 1883. Im Atelier von Capeinick lernte Juliette Trullemans Rodolphe Wytsman kennen, den sie am 16. Februar 1886 heiratete. Das Ehepaar lebte zunächst im Leopold-Viertel in Brüssel und zog 1900 nach Ixelles in die Keyenveldstraat 39.
Das Ehepaar widmete sich gemeinsam der Freiluftmalerei. Es entstanden zahlreiche Gemälde von Landschaften im Brabant, von Brügge, in der Umgebung von Knokke und im Maastal sowie von Pflanzen und Stillleben. In der Nähe des Zonienwaldes, in Terhulpen besaß das Künstlerpaar ein Landhaus, das als Ausgangspunkt für zahlreiche Zeichenexkursionen genutzt wurde. 1905 wurde ihr Bild Lilien in einem Garten eines Landhauses bei Brügge in das von Walther Shaw Sparrow herausgegebene Buch Women Painters of the World aufgenommen.
Das Ehepaar Wytsmann war fester Bestandteil der Brüsseler Künstlergemeinschaft um den Schriftsteller und Kunstkritiker Camille Lemonnier, den Bildhauer Charles van der Treppe und den Maler Emile Claus. Beeinflusst durch die impressionistischen Maler ihrer Zeit widmete sich Juliette Wytsman zunehmend diesem Zeichenstil. Ihre Arbeiten konzentrierten sich in dieser Schaffensperiode auf die bildliche Darstellung der Auswirkungen von intensivem Licht im Zusammenspiel von Farben und Formen. Juliette Wytsman gehörte mit ihrem Mann, Emile Claus, Jenny Montigny, Anna De Weert, Gustave de Smet und Frits van den Berghe zu den wichtigsten Vertretern des Luminismus in der belgischen Malerei. Vereinzelt fertigte Juliette Wytsman auch Radierungen an. Eine Arbeit von ihr ist in dem Buch Notre Pays anlässlich des 75. Jahrestags der Gründung Belgiens veröffentlicht worden. Der Erlös ihrer Gemälde ermöglichte dem Ehepaar eine wirtschaftliche Unabhängigkeit. Sie unternahmen zahlreiche Reisen ins europäische Ausland. Von ihrer Reise nach Österreich (1913) und Teneriffa (1914) sind einige Zeichnungen erhalten.
Bereits im Jahr 1892 erwarb das Ehepaar im Brüsseler Vorort Linkebeek das Anwesen Les Tournesols (Die Sonnenblumen) mit einem großen Blumengarten, das auch in zahlreichen Gemälden abgebildet wurde. Zusammen mit Anna Boch, Alice und Emma Ronner, Louise und Marie Danse, Berthe Art und Ketty Gilsoul-Hoppe gründete Juliette Wytsman 1911 die Brüsseler Galerie Lyceum.
Nach Ausbruch des Ersten Weltkrieges im August 1914 floh das Ehepaar aus Belgien nach Rotterdam. In den Niederlanden unterstützten sie mit Hilfe von Ausstellungen in der Rotterdam Art Society mit großem Engagement andere belgische Emigranten, unter anderem Gustav de Smet, Fritz van den Berghe, Rik Wouters, Walter Vaes, Joseph Cantré, William Degouve de Nunques, Frans Smeers, William Paerels, Georges van Tongerloo und Edith van Leckwijck. Besonders mit Rik Wouters verband das Ehepaar eine enge Freundschaft. Als der junge Künstler 1916 in Amsterdam starb, hielt Juliettes Ehemann die Grabrede. In der Emigration zeichnete Juliette Landschaftsmotive in der Umgebung von Oisterwijk, Plasmolen, Delfshaven und Mook. Im November 1916 zeigte das Stedelijk Museum in Amsterdam eine Ausstellung über moderne Belgische Kunst. Rodolphe Wytsman gehörte zum Organisationskomitee dieser Ausstellung.
Nach dem Krieg kehrte Juliette gemeinsam mit ihrem Ehemann nach Lintebeek zurück und zog sich weitgehend vom öffentlichen künstlerischen Leben zurück. Kurz vor ihrem Tod bereitete sie mit ihrem Mann eine Doppel-Retrospektive vor. Sie starb am 8. März 1925 in ihrem Haus in Ixelles. Ihr Mann überlebte sie zwei Jahre.
Neben der Malerei widmete sich Juliette Wytsman auch der Buchbinderei. Ihre kunstvollen Art-Nouveau-Arbeiten wurden viel beachtet. Für den Schriftsteller Camille Lemonnier schuf sie darüber hinaus die Illustrationen für seinen Roman Le Sang et les Roses. Sie unterrichtete Schüler an der École Bischoffsheim und École Fernand Cocq nicht nur in Malerei, sondern auch in der Buchbindekunst. Zu ihren Schüler gehörten auch Mitglieder des belgischen Königshauses.

## Würdigungen und Rezeption
Für ihre Verdienste wurde Juliette Wytsman zum Officier de l’Ordre de la Couronne und zum Chevalier (Ritter) de l' Ordre de Léopold ernannt.
Charles Samuel fertigte 1893 eine Marmorbüste von Juliette Wytsman an, die sich heute in den Königlichen Museen der Schönen Künste von Belgien in Brüssel befindet.
Im Brüsseler Stadtteil Ixelles wurde ihr zu Ehren eine Straße nach der Künstlerin benannt. Die Werke von Juliette Wytsman erzielen in der Gegenwart auf renommierten Auktionen regelmäßig einen fünfstelligen Euro-Erlös.

## Ausstellungen und Museen
Zu Lebzeiten nahm Juliette Wytsman mit ihren Werken an verschiedenen Ausstellungen und Kunstsalons u. a. in Paris, München, Berlin, Dresden und Chicago teil. Ihre Werke werden heute insbesondere in belgischen Museen gezeigt:
- Antwerpen, Königliches Museum der Schönen Künste.
- Brüssel, Königliche Museen der Schönen Künste von Belgien
- Brüssel, Königliche Bibliothek Belgiens (Bindungen)
- Brüssel, Musée Camille Lemonnier
- Ixelles / Brüssel, Ixelles Museum
- Sint-Jans-Molenbeek / Brüssel, Collezioni
- Sint-Joost-ten-Node, Museum Charlier
- Gent, Museum voor Schone Kunsten
- Liège, Musee d’Art Wallon
- Ostende, Kunstmuseum aan Zee

## Werke (Auswahl)
- Les dames elegantes, 1881
- Bouquet de fleurs, 1883
- Jardin d'été ca. 1890
- Les pivoines, 1895

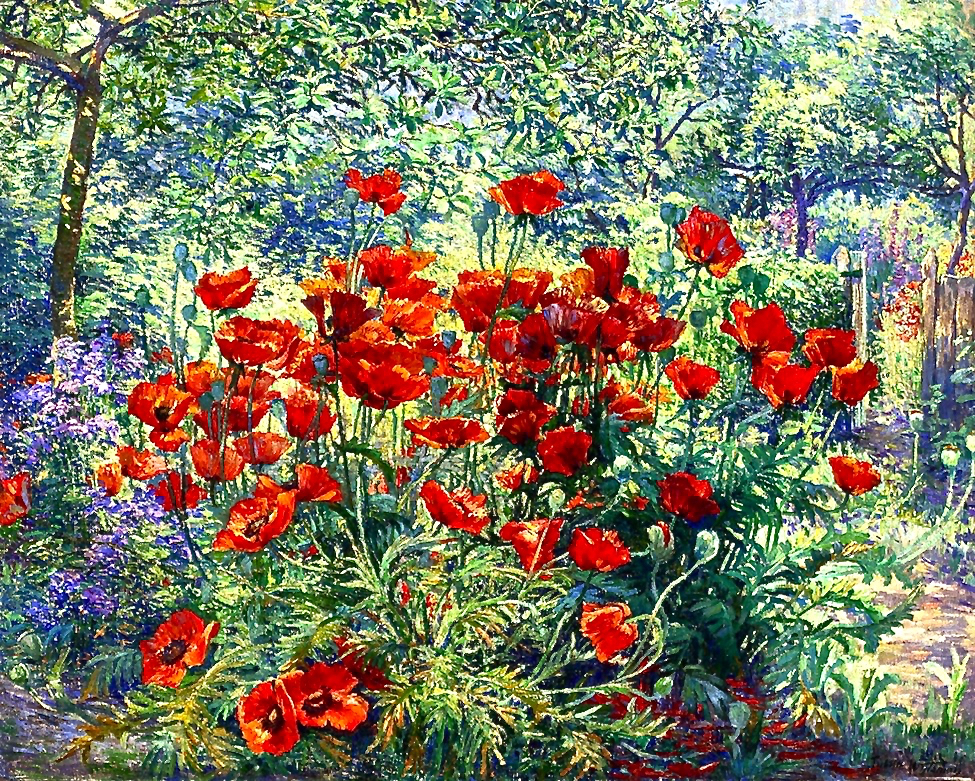
Blühender Garten (Le jardin fleuri)

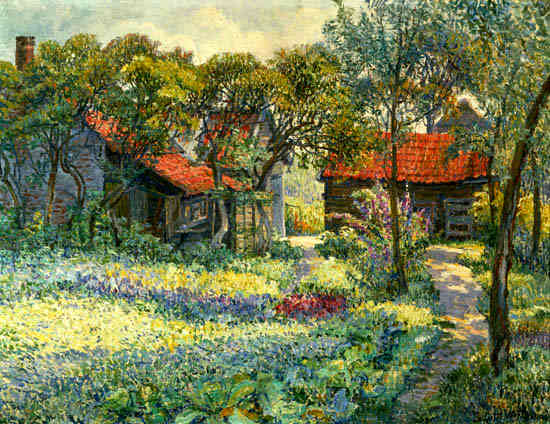
Gemüsegarten (Le Potager)

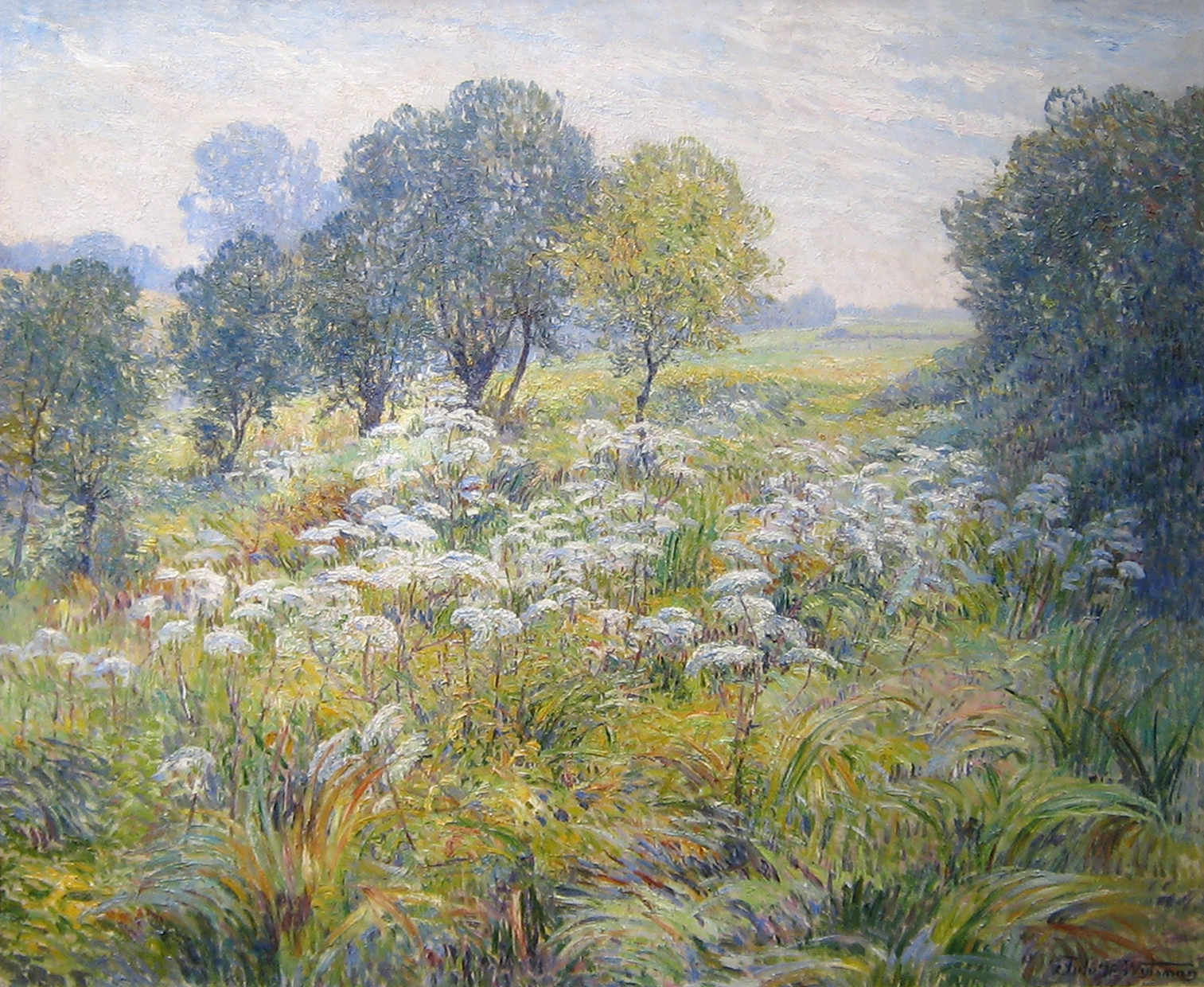
Spireen

- Fleurs d'automne en Brabant, 1895–1899
- La bruyère rose, 1899
- Coin d'étang - La mare le matin, 1906
- Foret de Soignies, 1906
- Printemps, 1907
- Eté en Mentelberg (Innsbruck), 1913
- Santa Cruz de Tenerife, 1914
- Coquelicots
- Roses trémières
- La mare
- Jardin fleuri près de la ferme
- Chrysanthèmes roses
- Les genêts
- Ferme fleurie
- Champ de coquelicots
- Cerisiers en fleurs
- Pommiers en fleurs
- Nature morte aux roses et oeillets
- Danseuse au tambourin
- Les tournesols sous la neige
- Cour d'hospice à Bruges
- Le jardin fleuri
- Le Potager
- Spireen
- Briar rose